# 15149 Loufaix
15149 Loufaix (tên chỉ định: 2000 EZ141) là một tiểu hành tinh vành đai chính. Nó được khám phá thông qua Catalina Sky Survey ngày 2 tháng 3 năm 2000. Nó được đặt theo tên Louis (Lou) Faix.
1. ↑  “Bản sao đã lưu trữ” (PDF). Bản gốc (PDF) lưu trữ ngày 26 tháng 4 năm 2012. Truy cập ngày 18 tháng 12 năm 2011.